# Dubňany
Dubňany település Csehországban, Hodoníni járásban. Dubňany Svatobořice-Mistřín, Ratíškovice, Hovorany, Milotice, Mutěnice és Hodonín településekkel határos. Lakosainak száma 6234 fő (2024. január 1.).

## Népesség
A település lakosságának változását az alábbi diagram mutatja:
| Lakosok száma | 2001 | 2792 | 4067 | 3924 | 6912 | 6661 | 6338 | 6349 | 6231 | 6234 |
|               | 1869 | 1890 | 1921 | 1950 | 1980 | 2001 | 2017 | 2019 | 2022 | 2024 |